# 港北ニュータウン遺跡群

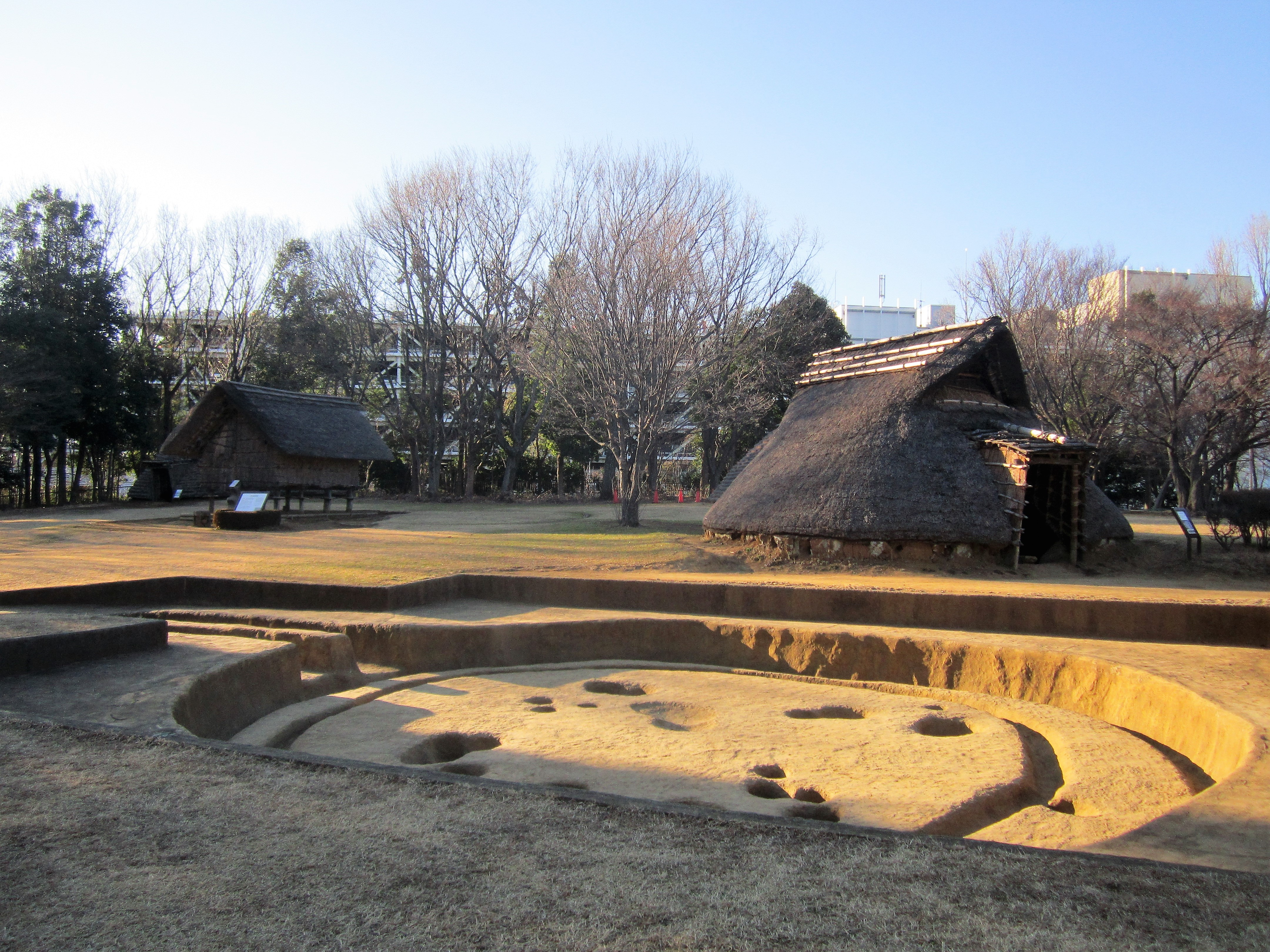
港北ニュータウン遺跡群の代表格、大塚・歳勝土遺跡の風景（2020年2月9日撮影）

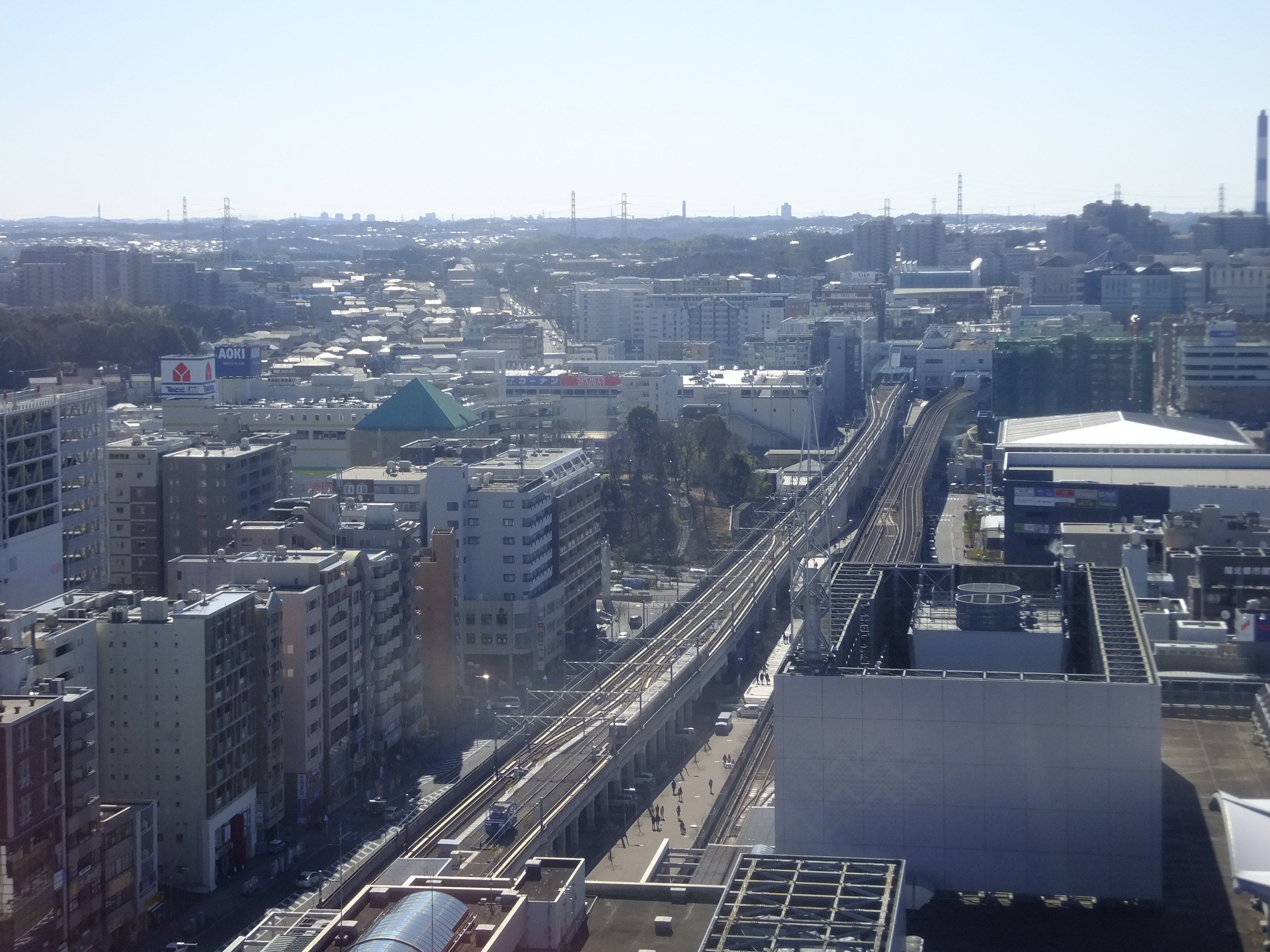
港北ニュータウンの街並み。センター北駅側からセンター南駅方向を俯瞰（2015年2月1日撮影）

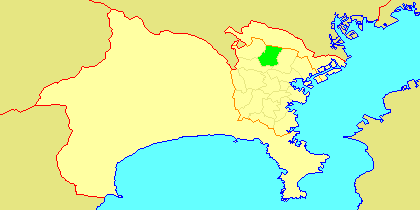
都筑区位置図

港北ニュータウン遺跡群（こうほくニュータウンいせきぐん）、或いは港北ニュータウン地域内遺跡群（こうほくニュータウンちいきないいせきぐん）は、神奈川県横浜市北部の都筑区（かつては緑区および港北区）に開発された港北ニュータウン地域内に分布していた268箇所にのぼる周知の埋蔵文化財包蔵地=遺跡の総称（遺跡群）である。1970～80年代の大規模開発の最中に膨大な数と面積の遺跡が発掘調査され、大塚・歳勝土遺跡のように保存されたものもあるが、大半は調査後の開発で姿を消した。

## 立地と環境
港北ニュータウンにあたる都筑区のほか、青葉区・港北区が存在する横浜市北部には、かつては森林生い茂る多摩丘陵に属する標高50-60mほどの丘陵や台地帯が広がっていた。また鶴見川水系に属する早渕川などの小河川とその分流が、丘陵の合間を下刻して、複雑な形に無数の谷戸を形成し、典型的な里山景観を成していた。そしてそれらの丘陵や台地の上には、1万年以上前の旧石器時代から近世・近代にいたる人類の活動所産である遺跡（貝塚・古墳・集落・墓地・城跡など）が無数に存在していた。
2004年（平成16年）に横浜市が刊行した『横浜市文化財地図』によれば、横浜市内全域には約2500箇所近くの遺跡（周知の埋蔵文化財包蔵地）が掲載されている。このうち港北ニュータウンが存在する都筑区内全域では、当地図一覧表の遺跡番号数（横浜市による付番。欠番も含む）として429箇所の遺跡が登載されている。都筑区周辺を含めると、青葉区で354箇所・港北区で244箇所を数え、遺跡番号数の単純計算でも横浜市北部3区内に合計1027箇所の遺跡が存在していることになる。これらの遺跡の位置と範囲は市によって把握されており、『横浜市文化財地図』のWeb版（横浜市行政地図情報提供システム文化財ハマSite）で閲覧可能である。

## 開発開始と発掘調査
港北ニュータウン建設予定地は、横浜市中心部から北北西約12km、東京都心部から南西約25kmに位置している。
1965年（昭和40年）、戦後日本に高度経済成長の波が押し寄せ、大都市横浜がさらなる膨張を開始する中、市域北部の里山地帯を、およそ30万人規模の住宅地に改造する「港北ニュータウン事業」計画が「横浜市六大事業」の一つとして当時の横浜市長・飛鳥田一雄の元で策定された。これによって、早渕川によって南北に分けられた丘陵地帯の、総面積2530ha（2530万㎡）もの土地が開発されることになった。起伏の激しい山谷を都市化する際は、丘陵を削り取ってその土砂で谷を埋め、平らに整地するという造成工事が行われる。その過程で地下に眠る遺跡（埋蔵文化財）の多くは、掘削による破壊を受けることになる。この未曾有の大規模開発から丘陵部に広がる268箇所の遺跡を、発掘調査して遺構（竪穴建物や古墳、貝塚など）の記録をとり、遺物（土器や石器など）を取り上げして保護する、「記録保存」という手段で守るために、1970年（昭和45年）に考古学者の岡本勇を団長とする遺跡調査会「横浜市埋蔵文化財調査委員会・港北ニュータウン埋蔵文化財調査団」が組織され、発掘が開始された。
横浜市内では、港北ニュータウン事業が本格始動する前の1960年代半ばから、すでに人口増加と都市拡大に伴う大規模な開発が各地域で始まっていたが、それに対する埋蔵文化財保護活動（発掘調査）も組織的に始められていた。
港北ニュータウンに隣接する地域でも、たとえば緑区（現在は青葉区）市ケ尾町で、1966年（昭和41年）の東急田園都市線開通にあわせて地域が開発されるにあたり、朝光寺原遺跡・朝光寺原古墳群・稲荷前古墳群などの重要遺跡が考古学研究者や研究機関によって発掘調査されていた。しかしこれら1960年代の発掘調査は、開発工事に先立って実施されたが、調査団体は遺跡の規模に対して充分な調査期間や費用・作業員数・資材などを確保できず、日々急ピッチで進行する開発工事に追いかけられることがしばしばで、辛うじて調査を終えるか、不十分なままで終えざるをえないか、最悪は未調査のまま遺跡を破壊されてしまうという事態が起こっていた。朝光寺原遺跡・朝光寺原古墳群・稲荷前古墳群では、迫り来る開発工事に追われ、調査が悲惨を極めたことが報告されている。また、同時期（1969年〈昭和44年〉～1973年〈昭和48年〉）に行われていた横浜市南部の港南区港南台遺跡群の発掘調査でも、過酷な状況であったことが報告されている。
このような1960年代までの経験値の蓄積により、1970年代に入ると調査組織や考古学研究者らは、発掘調査にあたって遺跡規模に対してどのくらいの費用と人数・資材や調査期間が見込まれるか、おおよその概算を作れるようになりつつあった。しかし当時の横浜市は、社会全体が遺跡保護より都市開発推進を優先する風潮であったため、開発側から当初求められた調査条件は、200を超える遺跡の調査を4億円の予算で3年以内で完了させるというものであった。これは現代の遺跡調査業界の常識から見れば有り得ない設計額だったとされており、実際、最終的にすべての遺跡調査が完了したのは約20年後の1989年（平成元年）6月で、調査総額は18億円に上った。
また本来、記録保存を目的とした発掘調査は、遺跡現地での掘削・遺構検出・遺構や遺物の出土状況の記録（測量）・写真撮影・遺物取上げを行っただけでは完了とはならず、その後に図面整理・遺物の接合と復元・遺物の実測図作成・遺構の図面作成・写真撮影・本文執筆といった「整理作業」を経て編集される発掘調査報告書の刊行をもって完了するのであるが、港北ニュータウン遺跡群の調査の場合、急ピッチで進む工事に対応するため、ある遺跡の発掘現場が終わると、その遺跡の整理作業と報告書作りを後回しにして、ただちに別の遺跡の発掘調査に取りかかり、それが次から次へと連面と続くという状況になっていった。
1989年（平成元年）に全遺跡調査が完了した頃には、約2万箱の出土遺物と2万枚の調査図面、25万枚にのぼる記録写真等が残された。

## 発掘調査された主な遺跡
268箇所にのぼる港北ニュータウン遺跡群のうち、発掘調査が行われた遺跡は、すでに破壊されたり、公園用地等のため掘削されず現状保存された14箇所を除いても約200箇所におよんだ。20年をかけて行われたそれらの調査の概要は、横浜市埋蔵文化財センター（現在は埋蔵文化財センター）編集の『全遺跡調査概要（港北ニュータウン地域内埋蔵文化財調査報告10）』（1990年〈平成2年〉3月刊行）などにまとめられている。また、横浜市歴史博物館編集の『横浜発掘物語-目で見る発掘の歴史-』（1998年〈平成10年〉3月刊行）などにも詳しい。

### 主な遺跡
- 大塚・歳勝土遺跡（おおつか・さいかちどいせき）:都筑区大棚西。1972年（昭和47年）～1976年（昭和51年）・1983年（昭和58年）調査。弥生時代の環濠集落[13]。国の史跡として一部保存。

- 大棚杉山神社遺跡（おおだなすぎやまじんじゃいせき）:都筑区中川。1987年（昭和62年）～1988年（昭和63年）調査。縄文・弥生時代の集落。近世の塚[14][15]。

- 三の丸遺跡（さんのまるいせき）:都筑区富士見が丘。1972年（昭和47年）・1978年（昭和53年）・1980年（昭和55年）～1983年（昭和58年）調査。縄文時代の環状集落[16]。

- 二ノ丸遺跡（にのまるいせき）:都筑区二の丸。1977年（昭和52年）～1979年（昭和54年）調査。縄文時代の環状集落[17]。

- 大丸遺跡（おおまるいせき）:都筑区大丸。1975年（昭和50年）～1976年（昭和51年）調査。縄文時代の小集落[18]。

- 小丸遺跡（こまるいせき）:都筑区大丸。1975年（昭和50年）～1976年（昭和51年）・1982年（昭和57年）調査。縄文時代の環状集落。縄文時代の掘立柱建物の存在が初めて発見された[19]。

- 華蔵台遺跡（けしょうだいいせき）:都筑区荏田南。1973年（昭和48年）～1975年（昭和50年）・1978年（昭和53年）1979年（昭和54年）調査。縄文時代の環状集落[20]。

- 北川貝塚（きたがわかいづか）:都筑区早渕。1980年（昭和55年）～1982年（昭和57年）・1983年（昭和58年）調査。縄文時代の貝塚、奈良・平安時代の集落。縄文時代生活面より下位の関東ローム層中から、横浜市内最古級の旧石器時代の石器が発見された[21][22]。

- 北川表の上遺跡（きたがわおもてのうえいせき）:都筑区早渕。1983年（昭和58年）～1984年（昭和59年）・1985年（昭和60年）・1986年（昭和61年）～1987年（昭和62年）調査。弥生時代・古墳時代・奈良・平安時代の集落[17]。古墳時代の竪穴建物からおにぎり状の炭化米が出土[23]。

- 神隠丸山遺跡（かみかくしまるやまいせき）:都筑区早渕。1978年（昭和53年）～1980年（昭和55年）調査。縄文時代の環状集落。平安時代の館[24]。

- 山田大塚遺跡（やまだおおつかいせき）:都筑区東山田町。1977年（昭和52年）～1978年（昭和53年）・1987年（昭和62年）～1988年（昭和63年）調査。縄文時代の集落[25]。

- 古梅谷遺跡（こうめやといせき）:都筑区牛久保町。1984年（昭和59年）～1985年（昭和60年）調査。谷底から縄文時代の「木道」を発見[26]。

- 権田原遺跡（ごんたっぱらいせき）:都筑区茅ヶ崎町。1980年（昭和55年）・1981年（昭和56年）・1985年（昭和60年）・1987年（昭和62年）～1989年（平成元年）調査。弥生時代の環濠集落。縄文・古墳・奈良・平安時代集落[27]。

- 勝田原遺跡（かちだばらいせき）:都筑区茅ヶ崎町。1983年（昭和58年）～1984年（昭和59年）・1988年（昭和63年）調査。奈良・平安時代の集落[28]。

- 大原遺跡（おっぱらいせき）:都筑区早渕。1981年（昭和56年）調査。弥生時代の環濠集落[29]。

- 矢崎山遺跡（やざきやまいせき）:都筑区荏田南町。1976年（昭和51年）～1977年（昭和52年）調査。古墳時代の集落。矢崎山横穴墓群（13基）含む[30]。

- 矢崎山古墳（やざきやまこふん）:都筑区荏田東。1976年（昭和51年）調査（荏田62遺跡）。古墳時代の方墳[31]。

- 綱崎山遺跡（つなさきやまいせき）:都筑区茅ヶ崎町。1978年（昭和53年）～1981年（昭和56年）・1987年（昭和62年）～1988年（昭和63年）調査。弥生時代の環濠集落。古墳時代～平安時代の集落。古墳（円墳）2基[32]。

- 台坂遺跡（だいさかいせき）:都筑区中川。1977年（昭和52年）調査。古墳時代～平安時代の集落。近世の建物[33]。

- 前高山遺跡（まえたかやまいせき）:都筑区高山。1974年（昭和49年）～1975年（昭和50年）・1985年（昭和60年）～1986年（昭和61年）調査。縄文時代の環状集落[34]。

- 能見堂遺跡（のうけんどういせき）:都筑区加賀原。1980年（昭和55年）・1983年（昭和58年）・1984年（昭和59年）調査。縄文時代の集落。弥生時代の方形周溝墓群。古墳時代の横穴墓群[35]。

- 南堀貝塚（なんぼりかいづか）:都筑区南山田町。1984年（昭和59年）～1985年（昭和60年）・1986年（昭和61年）～1987年（昭和62年）・1988年（昭和63年）1989年（平成元年）調査。縄文時代の環状集落[36]。

- E3遺跡（いーさんいせき）:都筑区牛久保西。1979年（昭和54年）～1981年（昭和56年）調査。縄文の集落・落とし穴[37]。

- E5遺跡（いーごいせき）:都筑区中川。1986年（昭和59年）～1988年（昭和63年）調査。縄文・弥生・古墳時代の集落。弥生時代の方形周溝墓[38]。

- 月出松遺跡（つきでまついせき）:都筑区加賀原。1979年（昭和54年）～1981年（昭和56年）調査。縄文時代の集落[39]。

- 加賀原遺跡（かがっぱらいせき）:都筑区加賀原。1977年（昭和52年）調査。縄文時代の集落。長径10mを越える小判形大型建物を検出。未調査部は「月出松公園」として地下に現状保存された[40]。

- 四枚畑遺跡（しまいばたいせき）:都筑区加賀原。1979年（昭和54年）～1980年（昭和55年）・1981年（昭和56年）調査。弥生時代の環濠集落[41]。

- 花見山遺跡（はなみやまいせき）:都筑区見花山。1977年（昭和52年）～1978年（昭和53年）調査。旧石器・縄文・弥生・古墳時代の集落[42]。

- けんか山遺跡（けんかやまいせき）:都筑区見花山。1977年（昭和52年）～1978年（昭和53年）調査。旧石器・縄文・弥生・古墳時代の集落[43]。

- 原出口遺跡（はらでぐちいせき）:1982年（昭和57年）調査。縄文時代の集落[44]。

- 西ノ谷貝塚（にしのやとかいづか）:都筑区南山田町。1973年（昭和48年）・1984年（昭和59年）・1986年（昭和61年）～1987年（昭和62年）調査。縄文時代の集落・貝塚。古墳・奈良・平安時代の集落[45]。

- 西ノ谷遺跡（にしのやといせき）:都筑区南山田町。1987年（昭和62年）～1988年（昭和63年）調査。平安時代の鍛冶遺跡。中世・近世の屋敷[46]。

- 茅ヶ崎貝塚（ちがさきかいづか）:都筑区茅ヶ崎町。1987年（昭和62年）～1988年（昭和63年）調査。縄文時代の環状集落・貝塚。西側斜面貝層が「茅ヶ崎東れんげ公園（せきれいのみち）」緑地斜面の地下で現状保存されている[47]。

- 境田貝塚（さかいだかいづか）:都筑区茅ヶ崎町。1970年（昭和45年）調査。縄文時代の貝塚。縄文・弥生・古墳時代の集落。都筑中央公園の地下にて現状保存されている[48]。

- 上の山遺跡（うえのやまいせき）:都筑区仲町台。1988年（昭和63年）～1989年（平成元年）調査。古墳時代の円墳3基・方墳1基（上の山古墳群）。中世の墓地[49]。

- 桜並遺跡（さくらなみいせき）:都筑区桜並木。1977年（昭和52年）・1980年（昭和53年）調査。縄文時代の集落・落とし穴[50]。

- 大熊仲町遺跡（おおくまなかまちいせき）:都筑区仲町台。1977年（昭和52年）～1979年（昭和54年）調査。縄文時代の環状集落・炉穴[51]。

- 道中坂上遺跡（どうちゅうざかうえいせき）:都筑区東山田町。1978年（昭和53年）調査。縄文・弥生時代の集落[52]。

- オオデラ遺跡（おおでらいせき）:都筑区中川。1976年（昭和51年）調査。縄文時代の炉穴[53]。

- 百崩遺跡（びゃくくみいせき）:都筑区牛久保町。1976年（昭和51年）調査。縄文時代の集落[54]。

- 水窪遺跡（みずくぼいせき）:都筑区中川。1977年（昭和52年）調査。縄文時代の集落[55]。

- 川和富士塚遺跡（かわわふじづかいせき）:都筑区川和町。1977年（昭和52年）～1978年（昭和53年）調査。縄文時代の小集落と江戸時代の富士塚。川和富士塚は1860年（万延元年）に築造が開始され、1891年（明治24年）に完成した。山裾部径29m、山頂部径10m、高さ5.2m[56]。南東の川和富士公園（猫谷戸台遺跡跡地）に移築復元された。ただし現在公園にある川和富士は、地上高15mとされ（標高値では74m）[57]、本来の川和富士よりはるかに巨大である。

- 猫谷戸台遺跡（ねこやとだいいせき）:都筑区富士見が丘。1978年（昭和53年）～1979年（昭和54年）調査。縄文時代の集落。平安時代の集落・火葬墓[58]。現在の川和富士公園の土地にあたる。

- 山田富士塚:（やまだふじづか）:都筑区北山田町。1989年（平成元年）調査。「山田富士公園」に現状保存されている[59]。

- 茅ケ崎町遺跡群（ちがさきちょういせきぐん）　
  - ロクドウの辻遺跡（ろくどうのつじいせき）:都筑区茅ケ崎南。1977年（昭和52年）調査。縄文時代の落とし穴[60]。
  - オオアラク遺跡（おおあらくいせき）:都筑区茅ケ崎東。1978年（昭和53年）調査。縄文時代の集落[60]。
  - 庚申塚遺跡（こうしんづかいせき）:都筑区茅ケ崎東。1978年（昭和53年）調査。縄文時代の落とし穴[61]。
  - ヒジケッパラ遺跡（ひじけっぱらいせき）:都筑区茅ケ崎東。1981年（昭和56年）調査。縄文時代の集落[61]。
  - 阿弥陀遺跡（あみだいせき）:都筑区茅ケ崎南。1978年（昭和53年）調査。縄文時代の集落[62]。
  - 正庵塚遺跡（しょうあんづかいせき）:都筑区茅ケ崎中央。1977年（昭和52年）～1978年（昭和53年）調査。縄文時代の落とし穴[63]。
  - ロクボ遺跡（ろくぼいせき）:都筑区茅ケ崎南。1977年（昭和52年）調査。縄文時代の遺物散布地[62]。
  - 中丸遺跡（なかまるいせき）:都筑区茅ケ崎中央。1978年（昭和53年）調査。縄文時代の落とし穴[64]。
  - 大原遺跡（おおはらいせき）:都筑区茅ケ崎南。1978年（昭和53年）調査。縄文時代の集落[65]。
  - 天神原遺跡（てんじんばらいせき）:都筑区茅ケ崎南。1978年（昭和53年）調査。縄文時代の集落[66]。
  - 長坂遺跡（ながさかいせき）:都筑区茅ケ崎南。1977年（昭和52年）～1978年（昭和53年）調査。縄文時代の落とし穴[63]。

- 七ッ塚遺跡（ななつづかいせき）:都筑区早渕。1979年（昭和54年）調査。縄文時代の集落[67]。

- 雪見塚遺跡（ゆきみづかいせき）:都筑区早渕。1979年（昭和54年）調査。縄文時代の炉穴。中世の塚[67]。

- 蛇山遺跡（じゃやまいせき）:都筑区早渕。1985年（昭和60年）調査。縄文時代の落とし穴[68]。

- 権田池東遺跡（ごんたいけひがしいせき）:都筑区早渕。1985年（昭和60年）調査。縄文時代の集落[68]。

- 茅ヶ崎城（ちがさきじょう）:都筑区茅ケ崎東。1981年（昭和56年）調査。大規模発掘調査対象地にならず、公園化されて保存（茅ヶ崎城址公園）[69]。

- 旧長沢宅遺跡（きゅうながさわたくいせき）:都筑区牛久保町。1977年（昭和52年）～1980年（昭和55年）調査。旧石器時代末の尖頭器・室町時代の地下式坑と墓・近世の長沢家の跡。旧長沢家住宅は移築保存（都筑民家園）[70]。

## 調査成果
調査団長の岡本勇は、港北ニュータウンと言う広大な範囲を一斉に発掘調査する大事業にあたり、そこに広がる個々の遺跡の内容と、それぞれの遺跡同士が相互にどのような関係にあるのかを明らかにするという「遺跡群研究」の方針を調査全体のテーマとして掲げていた。この方針は、鶴見川流域の地域全体の遺跡の様相や、歴史変遷を明らかにするという調査成果に繋がった。

### 旧石器時代
17箇所の遺跡から旧石器時代に遡る石器が出土した。北川貝塚の旧石器時代層から出土した石器は横浜市内最古のものとされる。

### 縄文時代
花見山遺跡では縄文時代草創期の隆起線文土器や石器が出土し、縄文時代初めには横浜市内に定住集落が出現したことが判明した。縄文時代前期～中期には環状集落が多数出現した（三の丸遺跡・南堀貝塚・神隠丸山遺跡など）。また小丸遺跡では、縄文中期～後期の集落に竪穴建物だけでなく、掘立柱建物が存在することを日本で初めて明らかにした。古梅谷遺跡では、縄文時代では珍しい湿地帯を歩くための木道が発見された。

### 弥生時代
弥生時代中期の大塚・歳勝土遺跡や、後期の四枚畑遺跡・大原（おっぱら）遺跡などで環濠集落が造られた。大塚・歳勝土遺跡では、環濠集落とその横の方形周溝墓群が一体で発掘された。

### 古墳時代
古墳時代中期には神奈川県全域的な現象として、集落の数や規模が衰える傾向があるが、そのなかにあって矢崎山遺跡や権太原（ごんたっぱら）遺跡など、大規模な集落も形成された。綱崎山遺跡や上の山遺跡などでは、古墳群や横穴墓なども出現した。

### 奈良・平安時代
竪穴建物が建つ村々が各地に出現した。勝田原遺跡や北川表の上遺跡などでは大型掘立柱建物群などをもつ集落が見つかった。また神隠丸山遺跡では平安時代の館跡が、縄文時代集落の上に重なって見つかった。西ノ谷遺跡では平安時代末の武器・武具の鍛冶遺構が発見された。

### 中世・近世
中世の有力者の館や屋敷・墓・経塚などの遺構が各地に存在した。西ノ谷遺跡や台坂遺跡などで中世の屋敷跡が検出された。上の山遺跡では板碑を並べた墓地が発見された。また上台の山遺跡では、溝を巡らした中に蔵骨器を納めた「方形環濠墓」が見つかった。城跡の遺構では茅ヶ崎城がある。また近世では山田富士や川和富士などの富士塚も造られた。

## 現状と課題
現代の横浜市は、市北部の里山地帯を大規模開発したことで港北ニュータウンという利便性・経済性に優れた巨大都市環境を手に入れた。しかし代償として、地域の歴史的・文化的遺産である200を越える遺跡群を一斉に失うこととなった。大塚・歳勝土遺跡は国の史跡として一部現地保存となったが、全体の3分の2は丸ごと削られてセンター北駅前のビル群となってしまった。発掘調査によって遺跡の記録保存は達成したものの、大規模開発に対応して効率的かつ迅速な調査を実施するという方向性が発達したことは、かえって市民や考古学研究者の遺跡保存に対する意識が薄らぐ結果につながったとする指摘もある。
また出土遺物や、検出遺構の記録図面・写真類が膨大な量で未報告のまま山積みにされ、これらの正式な発掘調査報告書の刊行や、今後文化財としてどのように活用していくかという課題が残された。前述のように遺跡の発掘調査とは、現地調査後の整理作業を経て発掘調査報告書の刊行をもって完了となるが、港北ニュータウン遺跡群の場合、整理作業が後回しにされたため、多くの遺跡について発掘調査が正式には未完了となっているのである。
港北ニュータウン埋蔵文化財調査団を率いた横浜市埋蔵文化財調査委員会は1989年（平成元年）に解散し、整理・報告書刊行作業は横浜市埋蔵文化財センターに引き継がれた。さらに1992年（平成4年）には横浜市ふるさと歴史財団が発足し、横浜市埋蔵文化財センターは同財団所属の埋蔵文化財センターとなったが、整理作業と報告書刊行作業は、現地調査が終了した1989年（平成元年）から30年以上が経過した現在になっても続いている。例えば、1978年（昭和53年）～1980年（昭和55年）に調査された神隠丸山遺跡（かみかくしまるやまいせき）の報告書は、2020年（令和2年）3月になって1分冊目の平安時代編が刊行された。また、1980年（昭和55年）～1989年（平成元年）に調査された権田原遺跡（ごんたっぱらいせき）の報告書は、2013年（平成25年）～2017年（平成29年）にかけて4分冊で刊行され、2021年（令和3年）3月に5分冊目が刊行されている。
東京新聞が横浜市教育委員会に取材し報じたところによると、2022年（令和4年）9月末の現状で港北ニュータウン遺跡群268箇所のうち、約70%にあたる192箇所の遺跡で正式な発掘調査報告書が未刊行となっているとしている。
同センターは、これらの掘り出された遺構や遺物は、ただ山積みにして保存するだけでは意味がなく、未来のために公開・活用していく必要があり、それを行っていくことは、多くの遺跡を破壊してきた自分たち（横浜に住む者たち）の義務であるとして、整理作業や報告書の刊行を継続し、博物館等での公開活動を続けている。

## 遺跡群出土品の展示施設
- 横浜市歴史博物館:港北ニュータウンの中心地であるセンター北駅近くに所在。大塚・歳勝土遺跡公園に隣接し併せて見学可能。博物館建物は大棚杉山神社遺跡の跡地に立地[15]。
- 横浜市ふるさと歴史財団・埋蔵文化財センター:栄区野七里所在。港北ニュータウンを含めた市内出土品展示施設がある。

### 引用文献
- 横浜市域埋蔵文化財調査委員会調査団「朝光寺原遺跡C地区調査概報」『昭和43年度横浜市埋蔵文化財調査報告書』横浜市埋蔵文化財調査委員会、1969年3月31日、50-69頁。 NCID BN04734839。※奥付には1968年3月31日とあるが、69年の誤記と思われる。

- 川上, 久夫 著、社会教育部文化財保護課 編『港南台（横浜市港南台土地区画整理事業にともなう調査）』神奈川県教育委員会〈神奈川県埋蔵文化財調査報告9〉、1976年3月31日。 NCID BN14794349。

- 横浜市埋蔵文化財センター『全遺跡調査概要』公益財団法人横浜市ふるさと歴史財団〈港北ニュータウン地域内埋蔵文化財調査報告10〉、1990年3月。 NCID BN05701176。

- 横浜市歴史博物館『横浜発掘物語-目で見る発掘の歴史-』公益財団法人横浜市ふるさと歴史財団、1998年3月7日。 NCID BA37874376。

- 横浜市教育委員会生涯学習部文化財課『横浜市文化財地図』横浜市教育委員会、2004年3月。 NCID BB23262051。

- 埋蔵文化財センター「港北ニュータウン遺跡群のかたるもの」『埋文よこはま』第14巻、公益財団法人横浜市ふるさと歴史財団埋蔵文化財センター、2006年9月1日、NCID AA12346416。

- 埋蔵文化財センター「原始・古代のムラを探る」『埋文よこはま』第15巻、公益財団法人横浜市ふるさと歴史財団埋蔵文化財センター、2007年2月20日、NCID AA12346416。

- 横浜市歴史博物館『古墳時代の生活革命-5世紀後半・矢崎山遺跡-』公益財団法人横浜市ふるさと歴史財団埋蔵文化財センター、2010年6月5日。 NCID BB02541057。

- 埋蔵文化財センター「大棚杉山神社遺跡の調査成果-現横浜市歴史博物館の位置にあった弥生時代集落跡-・港北ニュータウン遺跡群-北川表の上遺跡出土の炭化米塊-」『埋文よこはま』第22巻、公益財団法人横浜市ふるさと歴史財団埋蔵文化財センター、2010年8月31日、NCID AA12346416。

- 埋蔵文化財センター「大原遺跡の調査成果-弥生時代後期の環濠集落-」『埋文よこはま』第24巻、公益財団法人横浜市ふるさと歴史財団埋蔵文化財センター、2011年8月31日、NCID AA12346416。

- 田中, 義昭「第4章 破壊される遺跡、変貌する地域」『開発と考古学:市ヶ尾横穴群・三殿台遺跡・稲荷前古墳群の時代』新泉社、2019年7月15日、285-404頁。ISBN 9784787719096。 NCID BB28625447。

### 関連文献（非引用）
港北ニュータウン遺跡群の、各個別遺跡の報告書は以下のシリーズとして刊行されている。
- 横浜市埋蔵文化財センターほか『港北ニュータウン地域内埋蔵文化財調査報告シリーズ』横浜市教育委員会ほか。 NCID BN05701267。
  - 埋蔵文化財センター『権田原遺跡』 46巻〈港北ニュータウン地域内埋蔵文化財調査報告〉、2013年11月30日。 NCID BB14304117。
  - 埋蔵文化財センター『権田原遺跡』 49巻〈港北ニュータウン地域内埋蔵文化財調査報告〉、2017年3月31日。 NCID BN05701267。
  - 埋蔵文化財センター『神隠丸山遺跡』 52巻〈港北ニュータウン地域内埋蔵文化財調査報告〉、2020年3月31日。
  - 埋蔵文化財センター『権田原遺跡』 53巻〈港北ニュータウン地域内埋蔵文化財調査報告〉、2021年3月31日。 NCID BC07384281。